# فرنسيس إدوارد هايلاند
فرنسيس إدوارد هايلاند (بالإنجليزية: Francis Edward Hyland)‏ هو كاهن كاثوليكي أمريكي، ولد في 9 أكتوبر 1901 في فيلادلفيا في الولايات المتحدة، وتوفي بنفس المكان في 31 يناير 1968.